# Brentveld
Het Brentveld of Brent-reservoir (Engels: Brent Group) is een groep reservoirgesteentes uit het noordelijke Noordzee-bekken, voornamelijk in het Noorse en Britse deel.

## Lithologie
De reservoirs van de Brentgroep zijn ondiep mariene en deltaïsche sedimentaire gesteenten van midden-Jura ouderdom.

## Stratigrafie en naamgeving
De Brent-groep is genoemd naar de verschillende geologische formaties waaruit de groep is opgebouwd, van jong naar oud (onder normale omstandigheden van ondiep naar dieper):
- Tarbert-formatie|Tarbert
- Ness-formatie|Ness
- Etive-formatie|Etive
- Rannoch-formatie|Rannoch
- Broom-formatie|Broom

## Ontwikkeling
Het Brentveld werd in 1971 ontdekt door de Staflo voor een samenwerkingsverband van Shell en Esso. Het was een van de grote grootste olievelden in het Engelse deel van de Noordzee. Het veld ligt circa 150 km ten noordoosten van Shetlandeilanden in 140 meter diep water.
Op het Brentveld werden vier productieplatforms geplaatst. Het eerste platform dat werd geïnstalleerd was de Brent Bravo, gevolgd door de Brent Delta, Brent Charlie en Brent Alpha. De eerste drie staan op een betonnen voetstuk en alleen die van de Alpha was gemaakt van staal. Verder werd de Brent Spar geïnstalleerd, dit was een drijvende olieopslagtank waaraan shuttletankers afmeerden om de olie naar de terminal in Sullom Voe te vervoeren. De vier productieplatforms waren allen bemand en produceerden zowel olie als gas. De betonnen platforms waren van het type condeep, er kon tijdelijk olie in opgeslagen worden. Brent Alpha stond het dichtst bij de Shetlandeilanden op zo'n 185 kilometer ten noordoosten van Lerwick. Brent Delta staat zo'n 11 kilometer van Brent Alpha, Brent Bravo en Charlie liggen dichter bij Brent Alpha.
| Omschrijving       | Brent Alpha | Brent Bravo | Brent Charlie | Brent Delta |
| ------------------ | ----------- | ----------- | ------------- | ----------- |
| Materiaal basis    | Staal       | Beton       | Beton         | Beton       |
| Gewicht basis      | 14.000 ton  | 330.000 ton | 290.000 ton   | 300.000 ton |
| Gewicht topside    | 16.000 ton  | 23.500 ton  | 30.000 ton    | 23.000 ton  |
| Hoogte platform    | 229 meter   | 275 meter   | 296 meter     | 289 meter   |
| Eerste productie   | 1978        | 1976        | 1981          | 1977        |
| Einde productie    | 2014        | 2014        |               | 2011        |
| Topside verwijderd | 2020        | 2019        | 2024          | 2017        |

De eerste olie werd in november 1976 geproduceerd. Het veld heeft in totaal 320 miljoen m³, dit is ruim twee miljard vaten, olie geproduceerd. Het piekjaar was in 1984 toen bijna 25 miljoen m³ uit het veld werd gehaald. In 1990 daalde de productie scherp omdat toen grote onderhoudswerkzaamheden plaatsvonden op de platforms waardoor de productie werd gehinderd. In 2013 werd nog slechts 80.000 m³ aan olie naar boven gehaald.

## Ontmanteling

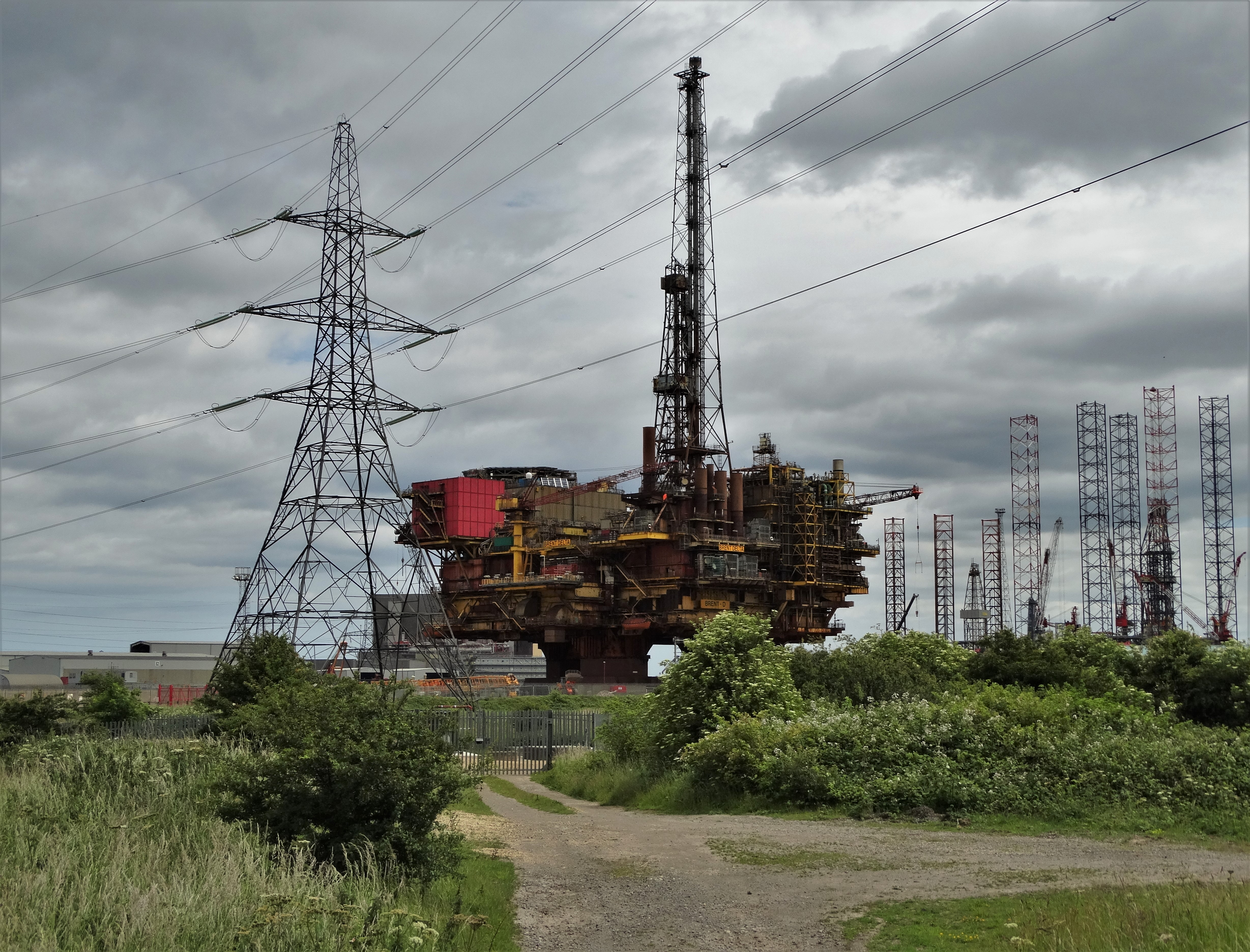
Brent Delta topside bij de sloopwerf (juni 2017)

In 2006 is Shell begonnen met het proces om de productie van het veld te staken. In 1991 werd de Brent Spar al uit dienst genomen nadat de velden op een oliepijplijn waren aangesloten. Dit was een grote olieopslagboei voor shuttletankers van Shell en Esso die in 1995 in de publiciteit kwam, toen Shell bekendmaakte de installatie af te willen laten zinken.
De productie op de Brent Delta is per december 2011 gestaakt, na 34 jaar in gebruik te zijn geweest. De andere drie platforms produceerden nog marginaal olie en gas, maar in 2014 werd de productie gestaakt op de platforms Alpha en Bravo. Na een grote schoonmaak ter plaatse werden de platforms verwijderd door de Pioneering Spirit van Allseas.
In 2019 liet Shell het Brent Delta platform ontmantelen. De topside, het gedeelte dat boven water steekt en 23.500 ton weegt, werd in zijn geheel verwijderd door de Pioneering Spirit. Voor de kust bij Hartlepool is de topside op een ponton geplaatst voor de laatste fase van de reis naar de sloopwerf van Able UK aan de Teesside. Volgens het OSPAR-verdrag moet de gehele installatie worden verwijderd. De opslagtank en de vier poten waarop de topside rustte is in totaal 165 meter hoog en weegt 300.000 ton. De plannen voor de verwijdering van dit deel zijn nog niet bekend.
Brent Alpha werd in 2020 verwijderd. De laatste topside, die van Brent Charlie met een gewicht van 31.000 ton, werd in juli 2024 verwijderd. Ook deze keer werd de klus geklaard door Pioneering Spirit. De topside werd getransporteerd naar een sloper in Hartlepool.